# Tyria pallens
Tyria pallens là một loài bướm đêm thuộc phân họ Arctiinae, họ Erebidae.